# Komunikacijske enote
Komunikacijske enote (tudi signalne enote) so vojaške enote, ki so posebej usposobljene za prenos sporočil med posameznimi enotami, štabi ...
Glede na orodje, ki ga uporabljajo, se delijo na:
- radijske enote
- radijsko-telegrafske enote
- telegrafske enote
- telefonske enote
- golobi pismonoše

Z razvojem tehnologije se danes na področju komunikacije uporablja vse več računalništva, tako da se je danes razvoj komunikacijskih enot usmeril predvsem v to smer. Z uporabo satelitov so tako močno povečali obseg in zanesljivost delovanja ter tako zmanjšali odzivni čas, kar pripomore k razvoju dogodka, predvsem na bojišču.